# Plantaran
Plantaran is een bestuurslaag in het regentschap Kendal van de provincie Midden-Java, Indonesië. Plantaran telt 10.032 inwoners (volkstelling 2010).